# Xenacanthus
Xenacanthus là chi cá sụn trong họ Xenacanthidae.